# Jardins de São Jorge
Jardins de São Jorge é um parque público em Bloomsbury, em Camden.

## História
O seu terreno foi comprado originalmente em 1713 para fornecer um cemitério comum para St George's Bloomsbury e St George the Martyr, Queen's Square, um dos primeiros de Londres a estar situado longe da igreja ou igrejas que servia. Fechou devido à superlotação em 1855, reabrindo como um jardim público por volta de 1885.
Foi listado como Grau II * no dia 1 de outubro de 1987.